# السلطان والراعي
السلطان والراعي بالفارسي سلطان وشبان مسلسل إيراني تاريخي كوميدي قام بأداء دور السلطان مهدي هاشمي، في حين قامت بدور قرينة الملك غلاب آدينة، وقام بدورمفسر الأحلام محمد علي كشاورز.

## قصة المسلسل
يرى سلطان ضيق النظر كابوسا غريبا فيفسّره مفسّر الأحلام أن هناك مجموعة من المصائب ستحل بهم خلال وقت معين من الشهر، فيسوء حال السلطان جراء سماع تفسير هذا الحلم العجيب إلى أن يقع مريضا، فيلجأ كل من الوزير الأعظم في القصر وقرينة السلطان ومفسر الأحلام إلى تبديل ....

## الممثلون
- مهدي هاشمي.
- غلاب آدينة.
- محمد علي كشاورز.

1. 1 2  Internet Movie Database (بالإنجليزية), QID:Q37312